# Ommatius sinuatus
Ommatius sinuatus är en tvåvingeart som beskrevs av Scarbrough, Marasci och Hill 2003. Ommatius sinuatus ingår i släktet Ommatius och familjen rovflugor.
Artens utbredningsområde är Tanzania. Inga underarter finns listade i Catalogue of Life.